# Altybaysor Köli
Altybaysor Köli är en saltsjö i Kazakstan.   Den ligger i oblystet Pavlodar, i den nordöstra delen av landet, 400 km öster om huvudstaden Astana. Arean är 12,7 kvadratkilometer.